# Przenośnik białkowy 1
Przenośnik białkowy 1 (Pept-1) – przenośnik znajdujący się w rąbku szczoteczkowym błony jelita cienkiego, który odpowiedzialny jest za absorpcję białka w przewodzie pokarmowym. W organizmie ludzkim jest kodowany przez gen SLC15A1.